# Gadelius Holding Ltd.
Gadelius Holding Ltd. (tidigare Gadelius & Co. och Gadelius AB) är ett handelshus i Japan. I koncernen ingår Gadelius Industry K.K. (kontor i Yokohama 1907 och då känt som Gadelius Shokai), Gadelius Medical K.K. (grundat 1977) och Gadelius Europe AB. Gadelius Holding Ltd. bildades 2006. Gadelius var den första svenska handelsfirman som etablerade sig i Japan.
År 1896 grundade Knut Gadelius firman Gadelius & Co i Göteborg, vilken startade handelsförbindelser med Fjärran Östern, särskilt Japan, och 1904 öppnade nämnda firma ett kontor i Singapore, varifrån de asiatiska affärerna bedrevs. Efter att den japanska marknaden blivit allt viktigare, flyttade han 1907 över till Japan, där ett avdelningskontor öppnades. Verksamheten i Göteborg flyttades 1910 till Stockholm (där den fortlevde även efter hans död). År 1913 lades kontoret i Singapore ner och all verksamhet på den östasiatiska marknaden koncentrerades till Japankontoret, vilket 1917 ombildades till ett japanskt bolag. Under 1920-talet fram till slutet av andra världskriget var bergsingenjören Erik Brauns (son till Wilhelm Brauns) verkställande direktör för Gadelius Industry K.K. Efter atombomberna över Hiroshima och Nagasaki flyttades delar av verksamheten till Stockholm.
Ursprungligen var handelsverksamheten inriktad på svenskt järn och stål, papper och pappersmassa. Senare kom han att representera ett stort antal svenska företag inom den svenska stål- och maskinindustrin och han blev representant för en rad svenska företag inom stål- och maskinindustrin, däribland AB Vaporackumulator, AB Ljungströms Ångturbin, ASEA och Atlas-Diesel. 
Under Knut Gadelius äldste son Taro Gadelius (1913-1995) ledning växte bolaget under efterkrigstiden. Även yngste sonen Jonas Goro Gadelius (1926-2003) ledde Gadelius K.K. under en period. Båda bröderna var under perioder styrelselordförande. Gadelius avancerade till att vara ett av tio största utländska bolagen. Bland bolagets projekt hörde Agafyrar längs Japans kuster och tillverkning av förvärmare.
Gadelius såldes till Svenska Fläktfabriken 1974.